# Aspö socken, Södermanland
Aspö socken i Södermanland med en mindre del i Uppland, ingick i Selebo härad, och utgör från 1971 en del av Strängnäs kommun, från 2016 inom Aspö distrikt.
Socknens areal är 44,61 kvadratkilometer land (där delarna som överfördes hit 1952 inte är inräknade).  År 2000 fanns här 763 invånare. Godset Säby samt sockenkyrkan Aspö kyrka ligger i socknen.  

## Administrativ historik
Aspö socken har medeltida ursprung. 1 januari 1943 (enligt beslut den 27 mars 1942) överfördes i kommunalt hänseende, kyrkligt hänseende samt i avseende på fastighetsredovisningen till Aspö socken från upplösta Arnö socken i Uppland och Uppsala län Oknön samt några närliggande skär och holmar, bestående av jordregisterenheterna Frösta nr 1 och 2, Ingeby nr 1-4, Marby, Mossnäshagen, Söderby, Veckol och Väppeby, omfattande en areal av 9,57 km², varav allt land, och med 63 invånare.
1 januari 1950 (enligt beslut den 24 mars 1949) överfördes till Aspö socken den del av Strängnäs socken som låg på Tosterön (omfattande en areal av 17,94 km², varav 17,93 km² och med 561 invånare) i kommunalt hänseende och i avseende på fastighetsredovisningen. 1 januari 1952 (enligt beslut den 16 mars 1951) överfördes till Aspö socken i kommunalt hänseende, kyrkligt hänseende samt i avseende på fastighetsredovisningen de områden av socknarna Fogdö och Vansö socken som låg på Tosterön. Från Fogdö överfördes ett område omfattande en areal av 7,78 km², varav allt land, och med 49 invånare (enligt den 31 december 1950). Från Vansö omfattande en areal av 4,09 km², varav allt land, och med 129 invånare (enligt den 31 december 1950).
Vid kommunreformen 1862 övergick socknens ansvar för de kyrkliga frågorna till Aspö församling och för de borgerliga frågorna till Aspö landskommun. Landskommunen utökades och namnändrades 1 januari 1952 till Tosterö landskommun som 1971 uppgick i Strängnäs kommun. Församlingen uppgick 2002 i Strängnäs domkyrkoförsamling med Aspö.
1 januari 2016 inrättades distriktet Aspö, med samma omfattning som Aspö församling hade 1999/2000, och vari detta sockenområde ingår.
Socknen har tillhört län, fögderier, tingslag och domsagor enligt vad som beskrivs i artikeln Selebo härad.  De indelta soldaterna tillhörde Södermanlands regemente, Strängnäs kompani.

## Geografi
Aspö socken omfattar ön Aspö samt norra delen av den därmed sammanvuxna ön Tosterön med flera omkringliggande öar, holmar och skär i Mälaren och med Enköpingsåsen löpande från norr till söder. Socknen har odlade marker mellan skogklädda åsar och berg med djupa Mälarvikar som tränger långt in i socknen.
Riksväg 55 går genom socknen i nord-sydlig riktning och förbinder genom Hjulstabron de båda kommunerna Strängnäs och Enköping. 
Socknen hade år 1924 1 012 hektar åker och 2 060 hektar skogsmark och hagmark.
Lagnö herrgård ligger på sydöstra delen av Aspö. Den var känd redan på 1300-talet. Från ca 1440 ägdes gården av Erik Axelsson (Tott), som ligger begravd vid Aspö kyrka.
Säby herrgård vid Säbyviken på västra sidan av Aspö. Huvudbyggnaden härstammar från 1630-talet och fick sitt nuvarande utseende 1835. Mellan 1712 och 1977 ägdes Säby av den friherrliga ätten Wrangel af Lindeberg och var då familjens fideikommiss.

### Geografisk avgränsning
Aspö socken är Södermanlands nordligaste socken. Längst i nordväst, på en liten holme möts tre län och tre stift. Holmens namn är Biskopen, belägen i Agnesund ca 300 meter nordväst om Agneudde på Aspön. Mälaren utgör socknens naturliga avgränsning, inte minst i norr. Från skäret Biskopen i nordväst går socknens gräns mot Enköpings-Näs österut genom Agnesund och Grannäsfjärden. Riksväg 55 lämnar socknen via en bro över Grannäsfjärden. Cirka två kilometer öster om landsvägsbron passerar sockengränsen mellan Aspön och holmen Stora Skansen (i Enköpings-Näs). Den löper därefter tvärs över Märsöns östra udde, vilken sålunda, jämte Vadholmsholm, ligger inom Aspö socken. 
Sockengränsen går från Märsön mot nordost till övergången mellan Hjulstafjärden och Oknöfjärden. Socknens nordligaste punkt ligger i vattnet mellan Torrgrund i Aspö och Rönnholm på fastlandet i Enköpings-Näs. Denna del av socknen tillhör, jämte Oknön m.fl. holmar och skär, landskapet Uppland. 
Cirka 1 km nordväst om Oknöns nordspets ligger "tresockenmötet" Aspö - Enköpings-Näs - Vallby. Gränsen mot Vallby socken i nordost går genom Arnöfjärden mellan Oknön och Bryggholmen (i Vallby). Det är en cirka 3 km lång vattengräns. I Arnöfjärden mellan Oknön och Husgarn ligger "tresockenmötet" Aspö - Vallby - Kungs-Husby. Även gränsen mot Kungs-Husby socken är en cirka tre kilometer lång vattengräns i Arnöfjärden. Denna gräns går mellan Oknön och Arnö. Här går färjan - Arnöleden - som förbinder Arnö med vägnätet på fastlandet. Cirka 1,5 kilometer söder om färjeleden ligger "tresockenmötet" Aspö - Kungs-Husby - Överselö. 
Överselö socken ligger i sydost. Gränsen mellan Aspö och Överselö socknar går från Arnöfjärden mot sydväst genom Lindsund, som avskiljer Oknön och Lindö i Överselö socken. Gränsen mellan Aspö och Överselö är en cirka 12 kilometer lång vattengräns, vilken går från Lindsund och mellan Selaön och Aspön, genom Morraröfjärden och Tynnelsöfjärden till "tresockenmötet" Aspö-Överselö-Strängnäs domkyrkoförsamling, vilket ligger i vattnet strax utanför Lilla Rullingen.
Halvön Morrarön med Morrarö fritidsområde ligger inom den sydliga delen av Aspö socken.
Sockengränsen mellan Aspö och Strängnäs socken/Strängnäs stad går genom Björndalsviken och träffar fastlandet invid riksväg 55 vid vikens botten. Gränsen går därefter över land och korsar Tosterön och faller ut i Strängnäsfjärden i höjd med Husholmen. Inom "Tosterödelen" av Aspö socken ligger samhällena Sanda, Björktorp, Brunnsåker samt Edeby herrgård. 
I Strängnäsfjärden, utanför Husholmen ligger "tresockenmötet" Aspö-Strängnäs-Vansö. Aspö socken avgränsas genom en cirka 4 km lång vattengräns mot Vansö socken på Fogdön. Sanda holme ligger inom Aspö socken.
I vattnet utanför Vårfruberga kloster (i Fogdö) ligger "tresockenmötet" Aspö-Vansö-Fogdö. Härifrån gränsar Aspö mot Fogdö socken i väster på en sträcka av cirka 6 kilometer fram till "tresockenmötet" Aspö-Fogdö-Ängsö i nordvästra delen av Gisselfjärden. Härifrån gränsar socknen i nordväst mot Ängsö socken, Västerås kommun på en sträcka av cirka 5 kilometer fram till skäret Biskopen. Gisselholmen ligger i huvudsak inom Ängsö socken, men själva fyren, Gisselholmens fyr, ligger tillsammans med några hektar mark inom Aspö socken.

## Fornlämningar
Från bronsåldern finns spridda gravar. De flesta lämningarna är dock från yngre järnåldern och ligger på cirka 50 gravfält från denna tid. Det finns också fyra fornborgar samt fyra runstenar, bland dem den så kallade Gissle-stenen, en runhäll från vikingatiden.

## Namnet
Namnet (1257 Aspu) kommer från ön och innehåller asp och ö.